# Chiesa di San Michele Arcangelo (Scicli)
La chiesa di San Michele Arcangelo e l'annesso monastero delle Suore Agostiniane costituiscono un aggregato religioso ubicato lungo via Francesco Mormino Penna, nel centro storico di Scicli, nel Libero consorzio comunale di Ragusa.

## Storia
Il complesso è tra i più antichi della città, seppur totalmente ricostruito dopo il terremoto del Val di Noto del 1693, ed è inserito in un contesto di altri poli monumentali scampati alle devastanti distruzioni. Nel tessuto urbano, assieme alla chiesa di San Giovanni Evangelista e alla chiesa di Santa Teresa d'Avila (tutte ubicate in via Francesco Mormino Penna), costituisce la dorsale scenografica del centro storico. È separato ad occidente da quest'ultima e dalle strutture del primitivo monastero delle Carmelitane Scalze, dalla via Santa Teresa.
I lavori di riedificazione furono iniziati nella seconda metà del XVIII secolo dall'architetto modicano Michelangelo Alessi, e si conclusero nel 1750 circa, sotto la guida dell'architetto palermitano Giuseppe Fama Buzzi.

## Esterno
Il prospetto in conci è ripartito su tre ordini con conformazione convessa lungo l'asse centrale, comprendente l'unico varco d'accesso frontale, il finestrone, la monofora e il frontone. Il particolare architettonico è compreso tra coppie di colonne con capitelli corinzi e semplici paraste della cella campanaria.
Nel primo ordine, insiste il portale delimitato da coppie di paraste, sormontato con cornice intramezzata da uno scudo coronato con cuore trafitto e conchiglia. Un elaborato marcapiano separa il secondo ordine — anch'esso delimitato da coppie di paraste — che mostra al centro un finestrone arricchito da ghirlande floreali e chiuso da una gelosia in ferro battuto. Sui dadi aggettanti del marcapiano curvilineo fanno bella mostra due grandi vasi fiammati. Infine, il terzo ordine è caratterizzato dai volumi ridotti e presenta dei terrazzamenti laterali decorati da grate. Coppie di lesene sormontate da capitelli corinzi inquadrano la cella campanaria con unica grande monofora. La facciata si chiude in alto con un doppio timpano triangolare, il primo spezzato. Una decorazione con volute, sfera e croce apicale in ferro battuto, chiudono la prospettiva.
L'ingresso laterale è arrotondato da una liscia strombatura, appositamente realizzata per non appesantire il prospetto laterale della chiesa, e preceduto da cinque gradini che seguono l'andamento digradante della strada. Nella controfacciata, un grande arco sostiene il coro-cantoria, decorato da una grande grata.

## Interno
Vi è un impianto ad aula ellittica, preceduta da un endonartece biabsidato e da un'abside semicilindrica. La ricchissima decorazione policroma realizzata da Giuseppe Sesta Poliziano è caratterizzata da innumerevoli stucchi, affreschi, pitture e sculture. Le decorazioni riproducono strumenti musicali ai lati dell'organo, collocato su un balcone interno con ringhiera in ferro battuto, sorretto da quattro colonne ioniche sul lato sinistro; a destra si trova la cantoria. Episodi biblici come affreschi sono riprodotti nei quadroni della volta di tema agostiniano, realizzati dal chiaramontano Gaetano Di Stefano.
Il pavimento, in pietra pece di Ragusa e pietra bianca di Comiso, ripropone la classica fantasia a scacchiera e un unico abbellimento geometrico è realizzato nella parte centrale dell'abside. 
Ai lati dell'aula presenziano quattro altari minori ricavati in arcate, elementi caratterizzati da architetture neoclassiche costituite da colonne ioniche sormontate da timpani triangolari. All'interno delle rispettive edicole si collocano le tele, anch'esse opera di Di Stefano.

### Parete destra
- Prima arcata: Cappella di Sant'Agostino. Nell'edicola è custodito il dipinto raffigurante Sant'Agostino d'Ippona, opera del XIX secolo. 
  - Cantoria.
- Seconda arcata: Cappella di San Michele Arcangelo. Nell'edicola è custodito il dipinto raffigurante San Michele Arcangelo, opera del XIX secolo e una statua in polvere di marmo donata dai fedeli nel 2020, copia fedele del Simulacro presente al santuario presso il Monte Gargano

### Parete sinistra
- Prima arcata: Cappella dei Magi. Nell'edicola è custodito il dipinto raffigurante l'Adorazione dei Magi, opera del XIX secolo.  
  - Organo.
- Seconda arcata: Cappella del Santissimo Crocifisso. Sulla parete, figura il Crocifisso in cartapesta e impasto in gesso con arti snodabili, manufatto del XV secolo, restaurato nel 2017.

### Presbiterio
Nell'abside campeggia un grandioso altare neoclassico, contenente una tela di forma ovale raffigurante la Madonna del Buon Consiglio, opera del XVIII secolo.

### Altare Maggiore
Nell'ordine superiore dell'Altare Maggiore vi è la presenza di due medaglioni in marmo (bassorilievi) che raffigurano due scene bibliche:
A sinistra, si trova Giaele che uccide Sisara, mentre a destra viene rappresentato lo svenimento di Ester.
Nell'ordine inferiore vi è un medaglione in marmo, sempre bassorilievo, con l'immagine di Sant'Agostino.

## Monastero
- Prima del terremoto del 1693: prima costruzione e utilizzo del monastero.
- Dopo il terremoto del 1693: a partire dal 1770, ricostruzione del monastero con sviluppo a trapezio a ridosso della chiesa. Le strutture sono state adibite a convento di religiose canonichesse regolari di Sant'Agostino provenienti dal vecchio monastero di Valverde extra moenia, lungo il torrente Modica-Scicli.